# (5271) Kaylamaya
(5271) Kaylamaya – planetoida z pasa głównego planetoid.

## Odkrycie i nazwa
Odkryli ją Eleanor Helin i Schelte Bus 25 czerwca 1979 roku w Obserwatorium Siding Spring. Nazwa planetoidy pochodzi od Kayli Mayi Soderblom – córki planetologa Jasona Soderbloma, która zmarła w wieku 20 miesięcy z powodu choroby serca. Przed nadaniem nazwy planetoida nosiła oznaczenie tymczasowe 1979 MH7.

## Orbita
(5271) Kaylamaya obiega Słońce w średniej odległości 2,67 j.a. w czasie 4 lat i 131 dni.